# Гинкел, Кевин
Кевин Эндрю Гинкел (англ. Kevin Andrew Ginkel; 24 марта 1994, Сан-Диего, Калифорния) — американский бейсболист, питчер клуба Главной лиги бейсбола «Аризона Даймондбэкс». На студенческом уровне играл за команды Юго-Западного колледжа Чула-Висты и Аризонского университета.

## Биография
Кевин Гинкел родился 24 марта 1994 года в Сан-Диего. Учился в старшей школе Эль-Капитан в Лейксайде, после её окончания поступил в Юго-Западный колледж в Чула-Висте. Позже Гинкел продолжил учёбу в Аризонском университете. В 2014 и 2015 годах на драфте Главной лиги бейсбола его выбирали «Сан-Франциско Джайентс» и «Бостон Ред Сокс» соответственно, но оба раза он отказывался от подписания контракта. В 2016 году он был задрафтован «Аризоной».
В сезоне 2017 года Гинкел получил несколько травм и не входил в число ведущих молодых игроков фарм-системы «Даймондбэкс». В 2018 году он сыграл в 54 матчах за «Висейлию Роухайд» и «Джексон Дженералс», сделав 100 страйкаутов в 69,1 иннингах при пропускаемости 1,41. Весной 2019 года он получил приглашение на предсезонные сборы с основным составом «Аризоны». Регулярный чемпионат Гинкел начал в составе «Дженералс», затем его перевели на уровень AAA-лиги в «Рино Эйсиз». В августе 2019 года он получил вызов в основной состав и дебютировал в Главной лиге бейсбола. До конца регулярного чемпионата Гинкел принял участие в 25 матчах «Даймондбэкс».
В сокращённом из-за пандемии COVID-19 сезоне 2020 года Гинкел провёл на поле 16 иннингов. Он играл нестабильно, по сравнению с предыдущим сезоном его показатели среднего количества пропущенных хитов и хоум-ранов на девять иннингов, а также количество допущенных уоков на девять иннингов, выросли в два раза. Показатель пропускаемости увеличился с 1,48 до 6,73. В 2021 году он неплохо начал регулярный сезон, выходя на поле как реливер в средних иннингах, но уже в мае в его игре начался спад. Пропускаемость Гинкела быстро выросла до 6,35, после чего он был переведён в состав «Рино Эйсиз», сыграл там один матч и был внесён в список травмированных из-за воспаления локтевого сустава. Оставшуюся часть сезона он был вынужден пропустить, а после его окончания руководство клуба вывело питчера из расширенного состава.
По ходу сезона 2022 года Гинкелу удалось вернуться в состав команды и он стал одним из самых полезных реливеров «Аризоны». На поле он провёл 29,1 иннингов с показателем ERA 3,38. Средняя скорость его фастбола составляла 96,2 мили в час, второй результат в команде. По показателю полезности fWAR он стал вторым, уступив только Джо Мэнтиплаю.